# Barbara Dex
Barbara Maria Karel Deckx, nota come Barbara Dex (Turnhout, 22 gennaio 1974), è una cantante belga.
Ha rappresentato il Belgio all'Eurovision Song Contest 1993 con il brano Iemand als jij, classificandosi al 25º posto con 3 punti. Nonostante lo scarso risultato le è stato dedicato il premio Barbara Dex, che dal 1997 al 2021 ha premiato annualmente il concorrente con il vestito peggiore della manifestazione.

## Biografia
Nata nel comune fiammingo di Turnhout, è figlia del cantante Marcel Deckx, meglio noto con lo pseudonimo Marc Dex.
Nel 1991 ha iniziato la sua carriera musicale, pubblicando il suo singolo di debutto nel 1992, Een land.
L'anno successivo ha preso parte all'Eurosong 1993, organizzato dall'emittente fiamminga Belgische Radio- en Televisieomroep Nederlandstalige Uitzendingen (BRTN). Dopo essersi qualificata per la finale, ha vinto la competizione con il brano Iemand als jij, rappresentando il Belgio all'Eurovision Song Contest 1993 di Millstreet, in Irlanda, e classificandosi all'ultimo posto nella finale dell'evento con 3 punti. A causa del vestito fatto da lei con il quale si è esibita sul palco dell'Eurovision, è stato creato il premio Barbara Dex, che dal 1997 premia l'artista con il vestito peggiore secondo l'opinione dei fan della manifestazione.
Ha partecipato nuovamente alla selezione nazionale per l'Eurovision Song Contest 2004, classificandosi al terzo posto, e alla selezione per l'Eurovision Song Contest 2006 finendo al quinto posto.

## Discografia

### Album

#### Album in studio
- 1993 – Iemand
- 1995 – Waiting for a New Moon
- 1996 – Tender Touch
- 1998 – Strong
- 2003 – Enjoy - A Taste of Gospel
- 2006 – Blue-Eyed Girl
- 2008 – Only One Me
- 2011 – Barbara Dex
- 2016 – Dex, Drugs & Rock 'n' Roll
- 2018 – Dex tot de tweede macht

#### Raccolte
- 2001 – Timeless a Great Collection